# ルージュ (1987年の映画)
『ルージュ』（原題：胭脂扣、英語題：Rouge）は1987年の香港の恋愛ファンタジー映画。監督はスタンリー・クワン、製作はジャッキー・チェン、出演はアニタ・ムイとレスリー・チャンなど。リー・ピクワー（李碧華）の同名小説を原作とする。
日本では劇場未公開でVHS化され、後にDVD化もされた。2013年3月30日より、東京・シネマート六本木、大阪・シネマート心斎橋にて開催された「レスリー・チャン メモリアル」にてデジタル上映。

## ストーリー
1987年の香港。新聞記者のユンは同僚の女性記者チョーと同棲しつつ、有名新聞社に勤めていた。ある晩、古風なチャイナドレスを着たユーファという女性が「尋ね人」の広告掲載を頼みに来た。代金の持ち合わせが無く姿を消したユーファだったが、なぜか帰宅するユンの行く先々に現れ、付きまとった。実はユーファは50年も前に死んだ幽霊だったのだ。
50年前（正確には53年前）、ユーファは遊廓イーホンロウ（倚紅樓）の売れっ子芸妓だった。客に体を売る商売だが、ユーファはチャン十二少（十二少は次男の愛称）と恋仲になり結婚を誓いあった。十二少は裕福な問屋の息子で、従姉妹ソッイーと結婚して跡を継ぐことが決まっていた。芸妓のユーファは初めから内縁の妻と定められていたのだ。正妻となる従兄妹に嫉妬したユーファは十二少に密かに睡眠薬を飲ませ、無理心中の道連れにして死んだのだった。
あの世で50年も待ったが十二少と会えず、この世に探しに来たと言うユーファ。ユーファに同情したユンと恋人のチョーは、命日である明後日の3月8日までに十二少と会わせるために、費用を負担して新聞に「尋ね人」の広告を載せた。十二少が生まれ変わっていれば気づくと思われたが、それらしい人物は待ち合わせ場所に現れなかった。
古道具屋で古いゴシップ新聞を見つけ、十二少が心中事件の際に生き残っていた事を知るユンたち。十二少は従姉妹と結婚して問屋を継いだが事業に失敗して破産し、今は年老いた三文役者となって撮影スタジオをうろついているという。
この世に実体化したせいで弱って行くユーファを連れてスタジオに行き、十二少を探し出すユンとチョー。ユーファは、自分の後を追わずに生き残った十二少を許さず、53年前に贈られた大切な口紅（ルージュ）入れのペンダントを返すと、一人きりであの世に帰って行った。

## キャスト
- ユーファ（如花） - アニタ・ムイ（梅艷芳）
- チャン十二少 / ザンボン（陳振邦） - レスリー・チャン（張國榮）
- ユン（袁永定） - アレックス・マン（萬梓良）
- チョー（凌楚絹） - エミリー・チュウ（朱寶意）
- チャン・フォンハン - 朱瑞棠
- チャンの母 - 譚倩紅
- ソッイー - アイリーン・ワン（温碧霞）
- チャッシウ - ワン・ユー（汪禹）
- イーホンロウの客 - パトリック・ツェー（謝賢）
- 映画監督 - ラウ・カーウィン（劉家榮）
- 幽霊役の主演女優 - クララ・ワイ（惠英紅）

## 受賞歴
- トリノ映画祭:国際長編映画コンペティション特別賞
- 第10回ナント三大陸映画祭:金の気球賞
- 第24回金馬奨:主演女優賞（アニタ・ムイ）
- アジア太平洋映画祭:主演女優賞（アニタ・ムイ）
- 第8回香港電影金像奨:最優秀作品賞、最優秀監督賞（スタンリー・クワン）、最優秀主演女優賞（アニタ・ムイ）、最優秀編集賞、最優秀作曲賞、最優秀主題歌賞（「イン・ジ・カウ」）